# 張棟 (清朝)
張棟（?—?），陝西人，清朝政治人物。

## 生平
1777年（乾隆42年）奉旨擔任福建分巡台灣兵備道，為台灣清治時期這階段的地方統治者。
| 前任： 蔣元樞 | 福建分巡台灣兵備道 1777年上任 | 繼任： 俞成 |